# Giulia Arcioni
Giulia Arcioni (Roma, 21 marzo 1986) è una velocista italiana.
È tra le quattro staffettiste detentrici dei record italiani della 4x100 m (Anita Pistone, Vincenza Calì ed Audrey Alloh) e della 4x400 m indoor (Maria Enrica Spacca, Chiara Bazzoni e Marta Milani). Tra le atlete italiane ancora in attività, è una di quelle più titolate e medagliate: infatti ha vinto 23 medaglie ai campionati italiani assoluti, conquistando 16 titoli di cui 2 individuali (entrambi sui 200 m nel biennio 2009-2010) ed i restanti 14 in staffetta; ha vinto anche 2 titoli nazionali universitari sui 200 m (2007 e 2009). Correndo in staffetta con la sorella maggiore Flavia (ex atleta della Forestale come lei), ha vinto 2 titoli italiani assoluti con la 4x100 m nel biennio 2008-2009.

## Biografia

### Gli esordi, l'esperienza negli U.S.A. e il reclutamento del Gruppo Sportivo della Forestale
Nel periodo compreso tra il 2003 ed il 2007 è stata tesserata con l'Atletica Studentesca CA.RI.RI. di Rieti. Dal 2007 ha ottenuto il doppio tesseramento con il CUS Roma.

### 2000-2002: primo titolo italiano giovanile e doppia medaglia alle gymnasiadi
Nel 2000 a Fano al Criterium nazionale cadetti/e (una sorta di campionato nazionale di categoria) è arrivata settima con la staffetta svedese della regione Lazio.
Nel 2001 ad Isernia, sempre al Criterium nazionale cadetti/e, ha vinto la medaglia d'oro sugli 80 metri.
Due medaglie alle Gymnasiadi di Caen in Francia nel 2002: oro sui 200 m e argento con la staffetta svedese.

### 2003-2004: esperienza negli U.S.A., infortunio, mondiali allievi e juniores
Nel 2003 non ha gareggiato ai campionati italiani allieve di Torino perché si trovava negli Stati Uniti d'America nella doppia veste di studentessa ed atleta.
Nel 2003 ai Mondiali allieve di Sherbrooke in Canada gareggia sui 200 m dove arriva ottava; lo stesso agli Europei juniores di Tampere in Finlandia sempre sui 200 m chiude al settimo posto.
Nel 2004 ha avuto un grave infortunio muscolare che le ha fatto saltare l'intera stagione agonistica.
Ai Mondiali juniores in Italia a Grosseto esce in batteria nei 200 m e finisce sesta con la 4 x 100 m.

### 2005-2006: europei juniores e coppa europa
Nel 2005 ha vinto la medaglia di bronzo agli assoluti sui 100 metri.
Nel 2005 a Kaunas in Lituania agli Europei juniores è uscita in semifinale sui 200 m e con la staffetta 4 x 100 m è arrivata quarta.
Il 2006 è stata la prima annata ricca di medaglie a livello nazionale, tra campionati promesse ed assoluti (entrambi sia indoor che outdoor): 5 medaglie vinte su 6 finali corse.
Nel 2006 in Coppa Europa a Praga in Repubblica Ceca settima nei 200 m e argento con la 4 x 100 m.

### 2007-2008: europei under 23 e universiade, coppa europa e olimpiadi
Nel biennio 2007-2008, ha vinto 9 medaglie tra campionati nazionali promesse ed assoluti.
Nel 2007 a Debrecen in Ungheria per gli Europei under 23 è uscita in batteria nei 200 m e con la staffetta 4 x 100 m quarta; lo stesso anno gareggia anche all'Universiade di Bangkok in Thailandia chiudendo in semifinale sui 200 m ed al quinto posto con la 4 x 100 m.
Nel 2008 in Coppa Europa indoor a Mosca in Russia sesta con la staffetta 4 x 200 m; invece in Coppa Europa outdoor ad Annecy in Francia vince il bronzo con la 4 x 100 m. Nello stesso anno alle Olimpiadi di Pechino in Cina viene squalificata con la 4 x 100 m.

### 2009-2010: incetta di medaglie agli assoluti e numerose presenze con la nazionale assoluta
Nel biennio 2009-2010 7 titoli assoluti vinti più un bronzo.
Nel 2009 ai Giochi del Mediterraneo in Italia a Pescara termina al quinto posto sui 200 m e vince l'argento con la 4 x 100 m. All'Universiade di Belgrado in Serbia conquista l'oro con la 4 x 100 m.
Nel 2010 all'Europeo per nazioni in Norvegia a Bergen vince il bronzo sui 200 m e termina sesta con la 4 x 100 m; lo stesso anno agli Europei di Barcellona in Spagna si è fermata in semifinale sui 200 m ed in batteria con la 4 x 100 m.

### 2011-2013: europei indoor, europeo per nazioni e presenza alle olimpiadi
Nel 2011 altre 2 medaglie su 4 finali disputate.
Nel 2011 agli Europei indoor di Parigi in Francia termina quarta con la 4 x 400 m; nello stesso anno, all'Europeo per nazioni di Stoccolma in Svezia, finisce quarta sui 200 m e sesta con la 4 x 100 m.
Nel biennio 2012-2013 tre titoli vinti.
La sua prestazione agli assoluti di Bressanone, l'8 luglio 2012, le ha permesso di essere selezionata per la staffetta 4×400 m ai Giochi olimpici di Londra 2012, dove tuttavia non scenderà in pista.

### 2014-2015: doppietta di titoli assoluti in staffetta
Nel 2014 conquista il titolo assoluto con la staffetta 4 x 200 m; agli assoluti è stata squalificata sui 200 m, mentre ha vinto il titolo con la 4x100 m.
Agli assoluti indoor di Padova nel 2015 non è partita in semifinale sui 60 m; a quelli all'aperto di Torino ha gareggiato in 3 specialità: è uscita in batteria sia nei 100 che sui 200 m, mentre invece con la staffetta 4x100 m ha vinto il titolo italiano (8º di fila).

## Record nazionali

### Seniores
- Staffetta 4 x 100 metri piani: 43"04 ( Annecy, 21 giugno 2008) (Anita Pistone, Giulia Arcioni, Vincenza Calì, Audrey Alloh)[1]
- Staffetta 4 x 400 metri piani indoor: 3'33"70 ( Parigi, 6 marzo 2011) (Giulia Arcioni, Maria Enrica Spacca, Chiara Bazzoni, Marta Milani)[2]

### Allieve
- Staffetta 4 x 400 metri piani club: 3'49"99 ( Rieti, 3 agosto 2003) (Giulia Angelini, Valeria Accili, Maria Enrica Spacca, Giulia Arcioni)[3]

## Progressione

### 60 metri piani indoor
| Stagione | Tempo | Luogo  | Data      | Rank. Mond. |
| -------- | ----- | ------ | --------- | ----------- |
| 2015     | 7"56  | Roma   | 1-2-2015  |             |
| 2014     | 7"58  | Ancona | 23-2-2014 | 575ª        |
| 2012     | 7"56  | Ancona | 7-1-2012  |             |
| 2011     | 7"45  | Roma   | 23-1-2011 | 195ª        |
| 2010     | 7"51  | Ancona | 24-1-2010 | 272ª        |
| 2009     | 7"49  | Ancona | 25-1-2009 | 251ª        |
| 2008     | 7"49  | Genova | 24-2-2008 | 267ª        |
| 2007     | 7"52  | Ancona | 18-2-2007 | 302ª        |
| 2006     | 7"49  | Ancona | 12-2-2006 | 251ª        |
| 2005     | 7"90  | Rieti  | 30-1-2005 |             |
| 2002     | 7"82  | Napoli | 20-1-2002 |             |

### 100 metri piani
| Stagione | Tempo | Luogo    | Data      | Rank. Mond. |
| -------- | ----- | -------- | --------- | ----------- |
| 2015     | 11"78 | Rieti    | 27-6-2015 |             |
| 2014     | 11"96 | Rieti    | 10-5-2014 | 1.182ª      |
| 2013     | 11"94 | Roma     | 30-6-2013 | 1.085ª      |
| 2011     | 11"68 | Torino   | 25-6-2011 | 416ª        |
| 2010     | 11"58 | Roma     | 29-5-2010 | 229ª        |
| 2009     | 11"77 | Rieti    | 6-6-2009  | 539ª        |
| 2008     | 11"60 | Rieti    | 17-5-2008 | 301ª        |
| 2007     | 11"62 | Milano   | 23-6-2007 | 291ª        |
| 2006     | 11"78 | Velletri | 2-7-2006  | 545ª        |
| 2005     | 11"64 | Roma     | 14-5-2005 | 490ª        |
| 2003     | 11"92 | Rieti    | 27-5-2003 | 722ª        |
| 2002     | 12"09 | Clusone  | 29-6-2002 |             |

### 200 metri piani
| Stagione | Tempo | Luogo      | Data      | Rank. Mond. |
| -------- | ----- | ---------- | --------- | ----------- |
| 2015     | 24"26 | Rieti      | 28-6-2015 |             |
| 2014     | 24"03 | Ginevra    | 14-6-2014 | 599ª        |
| 2013     | 24"03 | Rieti      | 17-7-2013 | 646ª        |
| 2012     | 23"65 | Orvieto    | 27-7-2012 | 325ª        |
| 2011     | 23"63 | Rieti      | 27-5-2011 | 253ª        |
| 2010     | 23"40 | Grosseto   | 1-7-2010  | 138ª        |
| 2009     | 23"75 | Belgrado   | 9-7-2009  | 302ª        |
| 2008     | 23"60 | Firenze    | 28-6-2008 | 268ª        |
| 2007     | 24"07 | Padova     | 28-7-2007 | 552ª        |
| 2006     | 23"58 | Rieti      | 23-7-2006 | 209ª        |
| 2005     | 23"76 | Rieti      | 25-5-2005 | 446ª        |
| 2004     | 24"75 | Grosseto   | 15-7-2004 | 919ª        |
| 2003     | 24"03 | Tampere    | 27-7-2003 | 467ª        |
| 2002     | 24"07 | Bressanone | 18-5-2002 | 396ª        |

## Palmarès
| Anno | Manifestazione          | Sede       | Evento      | Risultato  | Tempo   | Note   |
| ---- | ----------------------- | ---------- | ----------- | ---------- | ------- | ------ |
| 2002 | Gymnasiadi              | Caen       | 200 m piani | Oro        | 24"18   | [ 4 ]  |
| 2002 | Gymnasiadi              | Caen       | 4x100 m     | Argento    | 2'10"63 | [ 5 ]  |
| 2003 | Mondiali allievi        | Sherbrooke | 200 m piani | 8ª         | 24"47   | [ 6 ]  |
| 2003 | Europei juniores        | Tampere    | 200 m piani | 7ª         | 24"03   | [ 7 ]  |
| 2004 | Mondiali juniores       | Grosseto   | 200 m piani | Batteria   | 24"75   | [ 8 ]  |
| 2004 | Mondiali juniores       | Grosseto   | 4×100 m     | 6ª         | 45"19   | [ 9 ]  |
| 2005 | Europei juniores        | Kaunas     | 200 m piani | Semifinale | 25"08   | [ 10 ] |
| 2005 | Europei juniores        | Kaunas     | 4x100 m     | 4ª         | 44"81   | [ 11 ] |
| 2007 | Europei under 23        | Debrecen   | 200 m piani | Batteria   | 24"16   | [ 12 ] |
| 2007 | Europei under 23        | Debrecen   | 4×100 m     | 4ª         | 44"08   | [ 13 ] |
| 2007 | Universiade             | Bangkok    | 200 m piani | Semifinale | 24"64   | [ 14 ] |
| 2007 | Universiade             | Bangkok    | 4×100 m     | 5ª         | 44"71   | [ 15 ] |
| 2008 | Giochi olimpici         | Pechino    | 4×100 m     | Batteria   | dq      | [ 16 ] |
| 2009 | Giochi del Mediterraneo | Pescara    | 200 m piani | 5ª         | 23"89   | [ 17 ] |
| 2009 | Giochi del Mediterraneo | Pescara    | 4×100 m     | Argento    | 43"86   | [ 18 ] |
| 2009 | Universiade             | Belgrado   | 200 m piani | Semifinale | dq      |        |
| 2009 | Universiade             | Belgrado   | 4×100 m     | Oro        | 43"83   | [ 19 ] |
| 2010 | Europei                 | Barcellona | 200 m piani | Semifinale | 23"77   | [ 20 ] |
| 2010 | Europei                 | Barcellona | 4×100 m     | Batteria   | 44"15   | [ 21 ] |
| 2011 | Europei indoor          | Parigi     | 4×400 m     | 4ª         | 3'33"70 | [ 22 ] |

## Campionati nazionali
- 8 volte campionessa assoluta della 4x100 m (2008, 2009, 2010, 2011, 2012, 2013, 2014, 2015)
- 6 volte campionessa assoluta indoor della 4x200 m (2006, 2007, 2009, 2010, 2012, 2014)
- 2 volte campionessa assoluta dei 200 m (2009, 2010)
- 2 volte campionessa universitaria dei 200 m (2007, 2009)
- 1 volta campionessa promesse dei 200 m (2006)
- 1 volta campionessa promesse indoor dei 60 m (2006)
- 1 volta campionessa cadette degli 80 m (2001)

2000
- 7ª al Criterium Nazionale Cadetti/e, (Fano), 200+400+600+800 m - 5'42"05[23]

2001
- Oro al Criterium Nazionale Cadetti/e, (Isernia), 80 m - 9"9[24]

2005
- Bronzo ai Campionati italiani assoluti, (Bressanone), 100 m - 11"98[25]

2006
- Oro ai Campionati italiani allievi-juniores-promesse indoor, (Ancona), 60 m - 7"55[26]
- Bronzo ai Campionati italiani assoluti indoor, (Ancona), 60 m - 7"52[27]
- Oro ai Campionati italiani assoluti indoor, (Ancona), 4x100 m - 1'38"40[28]
- 5ª ai Campionati italiani assoluti, (Torino), 200 m - 24"22[29]
- Argento ai Campionati italiani assoluti, (Torino), 4x400 m - 3'43"58[30]
- Oro ai Campionati italiani juniores e promesse, (Rieti), 200 m - 23"58[31]

2007
- 7ª ai Campionati italiani assoluti indoor, (Ancona), 60 m - 7"57[32]
- Oro ai Campionati italiani assoluti indoor, (Ancona), 4x200 m - 1'38"51[33]
- In finale ai Campionati italiani indoor allievi-juniores-promesse, (Genova), 60 m - dns[34]
- Oro ai Campionati nazionali universitari, (Jesolo), 200 m - 24"44[35]
- 4ª ai Campionati italiani juniores e promesse, (Bressanone), 100 m - 11"89[36]
- Argento ai Campionati italiani juniores e promesse, (Bressanone), 200 m - 24"10[37]
- In batteria ai Campionati italiani assoluti, (Padova), 100 m - 12"19[38]
- Bronzo ai Campionati italiani assoluti, (Padova), 200 m - 24"12[39]

2008
- Bronzo ai Campionati italiani promesse indoor, (Ancona), 400 m - 54"88[40]
- 4ª ai Campionati italiani assoluti indoor, (Genova), 60 m - 7"52[41]
- Argento ai Campionati italiani assoluti indoor, (Genova), 4x200 m - 1'37"49[42]
- Bronzo ai Campionati italiani juniores e promesse, (Torino), 100 m - 11"89[43]
- Oro ai Campionati italiani juniores e promesse, (Torino), 200 m - 23"93[44]
- 4ª ai Campionati italiani assoluti, (Cagliari), 200 m - 23"97[45]
- Oro ai Campionati italiani assoluti, (Cagliari), 4x100 m - 45"02[46]

2009
- In batteria ai Campionati italiani assoluti indoor, (Torino), 60 m - 7"62[47]
- Oro ai Campionati italiani assoluti indoor, (Torino), 4x200 m - 1'36"55[48]
- Oro ai Campionati nazionali universitari, (Lignano Sabbiadoro), 200 m - 24"13[49]
- Oro ai Campionati italiani assoluti, (Milano), 200 m - 23"75[50]
- Oro ai Campionati italiani assoluti, (Milano), 4x100 m - 45"33[51]

2010
- 6ª ai Campionati italiani assoluti indoor, (Ancona), 400 m - 55"11[52]
- Oro ai Campionati italiani assoluti indoor, (Ancona), 4x200 m - 1'38"28[53]
- Bronzo ai Campionati italiani assoluti, (Grosseto), 100 m - 11"67[54]
- Oro ai Campionati italiani assoluti, (Grosseto), 200 m - 23"40[55]
- Oro ai Campionati italiani assoluti, (Grosseto), 4x100 m - 44"94[56]

2011
- 4ª ai Campionati italiani assoluti indoor, (Ancona), 400 m - 53"82[57]
- 4ª ai Campionati italiani assoluti, (Torino), 100 m - 11"75[58]
- Argento ai Campionati italiani assoluti, (Torino), 200 m - 23"68[59]
- Oro ai Campionati italiani assoluti, (Torino), 4x100 m - 44"94[60]

2012
- Oro ai Campionati italiani assoluti e promesse indoor, (Ancona), 4x200 m - 1'36'’40[61]
- 4ª ai Campionati italiani assoluti, (Bressanone), 400 m - 53"18[62]
- Oro ai Campionati italiani assoluti, (Bressanone), 4x100 m - 44"10[63]

2013
- 5ª ai Campionati italiani assoluti, (Milano), 200 m - 24"17[64]
- Oro ai Campionati italiani assoluti, (Milano), 4x100 m - 45"43[65]

2014
- 7ª ai Campionati italiani assoluti indoor, (Ancona) 60 m - 7"58[66]
- Oro ai Campionati italiani assoluti indoor, (Ancona), 4x200 m - 1'37"10[67]
- In batteria ai Campionati italiani assoluti, (Rovereto), 200 m - dq[68]
- Oro ai Campionati italiani assoluti, (Rovereto), 4x100 m - 45"06[69]

2015
- In semifinale ai Campionati italiani assoluti indoor, (Padova), 60 m - dns[70]
- In batteria ai Campionati italiani assoluti, (Torino), 100 - 12"02[71]
- In batteria ai Campionati italiani assoluti, (Torino), 200 m - 24"97[72]
- Oro ai Campionati italiani assoluti, (Torino), 4x100 m - 44"59[73]

## Altre competizioni internazionali
2005
- Argento nella Coppa dei Campioni juniores per club, ( Tuzla), 200 m - 24"41[74]
- Argento nella Coppa dei Campioni juniores per club, ( Tuzla), 4x400 m - 3'50"83[74]

2006
- 4ª in Coppa Europa, ( Praga), 200 m - 24"29[75]
- Argento in Coppa Europa, ( Praga),
4x100 m - 44"27[76]

2008
- 6ª in Coppa Europa indoor, ( Mosca), 800+600+400+200 m - 4'56"44[77]
- Bronzo in Coppa Europa, ( Annecy),
4×100 m - 43"04[78]

2010
- Bronzo nell'Europeo per nazioni, ( Bergen), 200 m - 23"91[79]
- 6ª nell'Europeo per nazioni, ( Bergen),
4×100 m - 44"14[80]

2011
- 4ª nell'Europeo per nazioni, ( Stoccolma),
200 m - 24"10[81]
- 6ª nell'Europeo per nazioni, ( Stoccolma),
4×100 m - 44"55[82]